# سید علی قائم‌مقامی
سید علی قائم‌مقامی (زاده ۱ آبان ۱۳۴۷ در تهران) تهیه‌کننده و مدیر تولید سینمای ایران و از نوادگان سید ابوالقاسم قائم‌مقام فراهانی است. او از سال ۱۳۷۱ با فیلم سینمایی سجاده آتش فعالیت حرفه‌ای خود را در سینما آغاز کرد. قائم‌مقامی تنها مدیر تولید سینمای ایران بوده که در جشنواره‌ها جایزه گرفته‌است. جایزه‌ای برای حرفه مدیر تولید در سینما در نظر گرفته نشده‌است؛ زیرا فعالیت مدیر تولید هنری نبوده و بیشتر جنبه مدیریتی دارد اما وی برای اولین بار در سینمای ایران، از سی و دومین جشنواره فیلم فجر، هشتمین جشن منتقدان و نویسندگان سینمای ایران و شانزدهمین دوره جشن بزرگ سینمای ایران موفق به دریافت جایزه شد و برای مدیریت تولید فیلم چ به دفعات مورد تجلیل قرار گرفته‌است. قائم‌مقامی با کارگردانان شناخته شده‌ای همچون ابراهیم حاتمی‌کیا، احمدرضا درویش، رسول ملاقلی‌پور، ایرج طهماسب، کیومرث پوراحمد، سیروس الوند، مجید مجیدی، مسعود جعفری جوزانی و … همکاری داشته‌است. سید علی قائم‌مقامی در سال ۱۳۹۳ به عنوان جهادگر عرصه فرهنگ و هنر نشان افتخار دریافت کرده‌است.

## جوایز
- دیپلم افتخار برای تهیه فیلم جشن دلتنگی از بخش تجلی اراده ملی سی و ششمین جشنواره فیلم فجر
- لوح سپاس از دهمین جشن منتقدان و نویسندگان سینمایی ایران در سال ۱۳۹۵ برای تهیه فیلم کفشهایم کو؟
- نشان افتخار جهادگر عرصه فرهنگ و هنر (در سال ۱۳۹۳)
- تقدیر ویژه سی و دومین دوره جشنواره فیلم فجر برای مدیریت تولید دو فیلم چ و رستاخیز
- دیپلم افتخار از هشتمین جشن منتقدان و نویسندگان سینمای ایران در سال ۱۳۹۳ برای مدیریت تولید دو فیلم چ و رستاخیز
- تندیس خانه سینما از شانزدهمین جشن بزرگ سینمای ایران برای مدیریت تولید فیلم چ
- لوح تقدیر بهترین مدیر تولید برای فیلم‌های چ و رستاخیز در بخش تجلی ارادهٔ ملی سی و دومین دوره جشنواره فیلم فجر

## فیلم‌شناسی
| سال تولید | عنوان فیلم          | تهیه‌کننده | مدیر تولید | مجری طرح | جانشین مدیر تولید | مشاور تهیه‌کننده | هماهنگی‌تولید | سینمایی | تلویزیونی |  |
| ۱۴۰۳      | شاه نقش             | آری       | آری        |          |                   |                 |              | آری     |           |  |
| ۱۴۰۲      | بهشت تبهکاران       | آری       |            |          |                   |                 |              | آری     |           |  |
| ۱۴۰۱      | پرونده باز است      | آری       | آری        |          |                   |                 |              | آری     |           |  |
| ۱۳۹۹      | سیاه باز            | آری       | آری        |          |                   |                 |              | آری     |           |  |
| ۱۳۹۹      | گل به خودی          | آری       | آری        |          |                   |                 |              | آری     |           |  |
| ۱۳۹۷      | تیغ و ترمه          | آری       | آری        |          |                   |                 |              | آری     |           |  |
| ۱۳۹۷      | کلاه‌قرمزی ۹۷        |           | آری        | آری      |                   |                 |              |         | آری       |  |
| ۱۳۹۶      | جشن دلتنگی          | آری       | آری        |          |                   |                 |              | آری     |           |  |
| ۱۳۹۴      | کفشهایم کو؟         | آری       | آری        |          |                   |                 |              | آری     |           |  |
| ۱۳۹۴      | کلاه‌قرمزی ۹۴        |           | آری        |          |                   |                 |              |         | آری       |  |
| ۱۳۹۳      | کلاه‌قرمزی ۹۳        |           | آری        |          |                   |                 |              |         | آری       |  |
| ۱۳۹۲      | چ (فیلم)            |           | آری        | آری      |                   |                 |              | آری     |           |  |
| ۱۳۹۲      | کلاه‌قرمزی ۹۲        |           | آری        |          |                   |                 |              |         | آری       |  |
| ۱۳۹۱      | رستاخیز (فیلم ۱۳۹۱) |           | آری        |          |                   |                 |              | آری     |           |  |
| ۱۳۹۱      | کلاه‌قرمزی ۹۱        |           | آری        |          |                   |                 |              |         | آری       |  |
| ۱۳۹۰      | کلاه‌قرمزی و بچه‌ننه  |           | آری        |          |                   |                 |              | آری     |           |  |
| ۱۳۸۸      | در چشم باد          |           | آری        |          |                   |                 |              |         | آری       |  |
| ۱۳۸۵      | ستاره‌های سوخته      |           | آری        |          |                   |                 |              |         | آری       |  |
| ۱۳۸۴      | همسفران             |           | آری        |          |                   |                 |              |         | آری       |  |
| ۱۳۸۳      | به رنگ ارغوان       |           | آری        |          |                   |                 |              | آری     |           |  |
| ۱۳۸۰      | شب یلدا (فیلم)      |           | آری        |          |                   |                 |              | آری     |           |  |
| ۱۳۷۹      | نسل سوخته           |           | آری        |          |                   |                 |              | آری     |           |  |
| ۱۳۷۸      | دارا و ندار (فیلم)  |           | آری        |          |                   |                 |              | آری     |           |  |
| ۱۳۷۸      | متولد ماه مهر       |           | آری        |          |                   |                 |              | آری     |           |  |
| ۱۳۷۸      | روز ایپریت          |           |            |          |                   | آری             |              |         | آری       |  |
| ۱۳۷۷      | روبان قرمز (فیلم)   |           |            |          | آری               |                 |              | آری     |           |  |
| ۱۳۷۷      | رنگ خدا             |           |            |          | آری               |                 |              | آری     |           |  |
| ۱۳۷۷      | باشگاه سری          |           |            |          | آری               |                 |              | آری     |           |  |
| ۱۳۷۶      | آژانس شیشه‌ای        |           |            |          | آری               |                 |              | آری     |           |  |
| ۱۳۷۶      | مردان آنجلس         |           |            |          | آری               |                 |              |         | آری       |  |
| ۱۳۷۵      | سرزمین خورشید       |           |            |          |                   |                 | آری          | آری     |           |  |
| ۱۳۷۴      | برج مینو            |           |            |          | آری               |                 |              | آری     |           |  |
| ۱۳۷۳      | بوی پیراهن یوسف     |           |            |          | آری               |                 |              | آری     |           |  |
| ۱۳۷۲      | آدم‌برفی             |           |            |          |                   |                 | آری          | آری     |           |  |
| ۱۳۷۱      | سجاده آتش           |           |            |          |                   |                 | آری          | آری     |           |  |
| --------- | ------------------- | --------- | ---------- | -------- | ----------------- | --------------- | ------------ | ------- | --------- |  |

## تقدیر ویژه
قائم‌مقامی در سی و دومین دوره جشنواره فیلم فجر به خاطر مدیریت دو فیلم چ و رستاخیز تقدیر ویژه شد. این تقدیر برای اولین بار از سوی جشنواره فیلم فجر از یک مدیر تولید سینما صورت گرفته‌است همچنین در شانزدهمین جشن بزرگ سینمای ایران تندیس بهترین مدیریت تولید برای فیلم چ و از هشتمین جشن منتقدان سینمایی ایران دیپلم افتخار برای مدیریت تولید فیلم‌های چ و رستاخیز دریافت کرده‌است.

## فعالیت صنفی
- رئیس انجمن صنفی مدیران تولید سینما از ۱۶ شهریور ۱۴۰۱ تا ۷ اسفند ۱۴۰۳
- نایب رئیس انجمن صنفی مدیران تولید سینما از ۱۶ مرداد ۱۳۹۷ تا ۱۶ شهریور ۱۴۰۱
- سخنگوی هیئت مدیره خانه سینما (دوره چهاردهم، دوره پانزدهم) از ۱۳۹۵/۱۲/۲۵ تا ۹ شهریور ۱۴۰۱
- عضو هیئت مدیره خانه سینما (دوره چهاردهم، دوره پانزدهم) از ۱۳۹۵/۱۲/۱۵ تا ۹ شهریور ۱۴۰۱
- عضو هیئت مدیره و دبیر انجمن صنفی مدیران تولید سینما از خرداد ۱۳۹۵ تا مرداد ۱۳۹۷
- نایب رئیس انجمن مدیران تولید سینمای ایران از آذر ۱۳۹۲ تا خرداد ۱۳۹۵

## ثبت نام در انتخابات مجلس
- در یازدهمین دوره انتخابات مجلس شورای اسلامی از حوزه انتخابی تهران ثبت نام کرد و پس از تأیید صلاحیت نهایی از سوی شورای نگهبان، از نامزدی در انتخابات انصراف داد.